# Jaroslav Platil
Jaroslav Platil (* 18. května 1962 Praha) je český malíř a typograf, jeho specializací je zobrazení postav, a to jak skutečných, tak jiných.

## Život
Otec, amatérský malíř, byl správcem chaty v Příchovicích v Jizerských horách. Jaroslav Platil se vyučil typografem. Základní vojenskou službu absolvoval v Českých Budějovicích, kde se oženil. Po skončení vojenské základní služby pracoval v Jihočeských tiskárnách. Je žákem akademického malíře Václava Boukala (1922–2007). Od konce 80. let 20. století se věnuje jen malbě, přitom pořádá kurzy výtvarné techniky. Žije v Českých Budějovicích.

## Výstavy (výběr)
- Galerie U zlatého koníčka, Praha (1991)
- Galerie Victoria Art, Praha 1995)
- Mnichov (1996)
- Linec (1996)
- Kašperské Hory (1997, spolu s Jindrou Čapkem, Pavlem Kalistou, Bedřichem Čermákem a Přemyslem Vranovským)
- Radniční galerie, České Budějovice (2012)
- Kavárna Café Art, České Budějovice (2018)[2][4]